# Williams Alarcón
Williams Héctor Alarcón Cepeda (Conchalí, 29 de noviembre de 2000) es un futbolista chileno que se desempeña como volante mixto y actualmente juega en el Club Atlético Boca Juniors de la Primera División de Argentina.
Su padre, Williams Alarcón Fajardo, también jugó en Colo-Colo.

## Trayectoria

### Colo-Colo
Debutó oficialmente en el primer equipo de Colo-Colo el 9 de junio de 2018, siendo titular y disputando los 90' en la derrota por 2 a 0 en condición de local ante Ñublense por el duelo de ida de la segunda fase de la Copa Chile.
Su estreno en primera división se produjo el 2 de diciembre de 2018, en la caída de Colo-Colo ante Universidad de Concepción por 2 a 0, en partido válido por la 30.ª fecha del campeonato. Ingresó a los 85' en reemplazo de Esteban Pavez, luciendo la camiseta número 36.
A nivel internacional, debutó el 2 de abril de 2019, sustituyendo a Jorge Valdivia a los 81' de juego en la victoria por 1 a 0 ante Universidad Católica de Quito, por la primera fase de la Copa Conmebol Sudamericana 2019. Veintiocho días más tarde, fue titular en el encuentro de vuelta disputado en el estadio Monumental, jugando 88 minutos antes de ser reemplazado por Javier Parraguez, en lo que fue derrota y posterior eliminación del certamen al caer en la definición por penales 0-3.

### Unión La Calera
Tras renovar su contrato en agosto de 2021 por 4 años más, fue cedido a préstamo a Unión La Calera hasta fin de la temporada 2022, en busca de la regularidad que no tuvo en el conjunto albo.
En diciembre de 2022 se anunció que el club ejerció la opción de la compra de sus derechos federativos.

### Unión Deportiva Ibiza
El 31 de enero de 2023, firmó en calidad de cedido por la Unión Deportiva Ibiza, de la Segunda División de España. El 30 de junio se informó que no continuaría en el club, tras el descenso a la Primera Federación, la tercera categoría del fútbol español.

### Huracán
El 22 de agosto de 2023, Unión La Calera anunció una nueva salida del jugador,que se incorporó al día siguiente a Huracán, de la Primera División de Argentina.
El 26 de enero de 2024, en la primera fecha de la Copa de La Liga, anotó sus primeros dos goles con ese equipo, en la victoria de visitante ante Banfield por 2-0. La fecha siguiente, logró dar una asistencia en la caída ante Talleres (C) por 2-1. El 20 de julio marcó el empate definitivo por 1-1 en el clásico ante San Lorenzo, en el Nuevo Gasómetro.

### Boca Juniors
El 15 de enero de 2025, Boca Juniors compró el 80% del pase de Alarcón por una suma de USD $3.000.000. El 27 de enero, Alarcón fue presentado como refuerzo del Xeneize junto a Rodrigo Battaglia y Alan Velasco.

## Selección nacional

### Selección sub-23
En junio de 2019, participó en el Torneo Esperanzas de Toulon, bajo la dirección técnica de Bernardo Redín, certamen donde disputó tres partidos.

#### Participaciones en Torneo Esperanzas de Toulon
| Torneo                              | Sede    | Resultado    | Partidos | Goles |
| ----------------------------------- | ------- | ------------ | -------- | ----- |
| Torneo Esperanzas de Toulon de 2019 | Francia | Primera fase | 3        | 0     |

### Selección absoluta
El 14 de septiembre de 2022, fue convocado a la selección chilena por el director técnico Eduardo Berizzo para enfrentar los partidos amistosos ante Marruecos y Catar. Debutó el 23 de septiembre de 2022, en la derrota ante Marruecos por 0-2, ingresando en el entretiempo sustituyendo a Erick Pulgar.

#### Participaciones en clasificatorias a Copas del Mundo
| Eliminatorias                   | Sede       | Resultado    | Posición | Partidos | Goles |
| ------------------------------- | ---------- | ------------ | -------- | -------- | ----- |
| Eliminatorias Norteamérica 2026 | Sudamérica | Disputándose |          | 3        | 0     |

### Partidos internacionales
Actualizado hasta el 10 de octubre de 2024.
| Partidos internacionales | Partidos internacionales | Partidos internacionales                       | Partidos internacionales | Partidos internacionales | Partidos internacionales | Partidos internacionales | Partidos internacionales | Partidos internacionales | Partidos internacionales            |
| N.º                      | Fecha                    | Estadio                                        | Local                    | Resultado                | Visitante                | Goles                    | Asistencias              | DT                       | Competición                         |
| ------------------------ | ------------------------ | ---------------------------------------------- | ------------------------ | ------------------------ | ------------------------ | ------------------------ | ------------------------ | ------------------------ | ----------------------------------- |
| 1                        | 23 de septiembre de 2022 | RCDE Stadium, Cornellá y El Prat, España       | Marruecos                | 2-0                      | Chile                    |                          |                          | Eduardo Berizzo          | Amistoso                            |
| 2                        | 20 de noviembre de 2022  | Tehelné pole, Bratislava, Eslovaquia           | Eslovaquia               | 0-0                      | Chile                    |                          |                          | Eduardo Berizzo          | Amistoso                            |
| 3                        | 11 de junio de 2023      | Estadio Ester Roa Rebolledo, Concepción, Chile | Chile                    | 3-0                      | Cuba                     |                          |                          | Eduardo Berizzo          | Amistoso                            |
| 4                        | 16 de junio de 2023      | Estadio Sausalito, Viña del Mar, Chile         | Chile                    | 5-0                      | República Dominicana     |                          |                          | Eduardo Berizzo          | Amistoso                            |
| 5                        | 17 de octubre de 2023    | Estadio Monumental, Maturín, Venezuela         | Venezuela                | 3-0                      | Chile                    |                          |                          | Eduardo Berizzo          | Clasificatorias a Norteamérica 2026 |
| 6                        | 5 de septiembre de 2024  | Estadio Monumental, Buenos Aires, Argentina    | Argentina                | 3-0                      | Chile                    |                          |                          | Ricardo Gareca           | Clasificatorias Norteamérica 2024   |
| 7                        | 10 de octubre de 2024    | Estadio Nacional, Santiago, Chile              | Chile                    | 1-2                      | Brasil                   |                          |                          | Ricardo Gareca           | Clasificatorias Norteamérica 2024   |
| Total                    | Total                    | Total                                          | Presencias               | 7                        | Goles                    | 0                        |                          |                          |                                     |

| Selección chilena | Selección chilena | Selección chilena |
| Año               | Partidos          | Goles             |
| ----------------- | ----------------- | ----------------- |
| 2022              | 2                 | 0                 |
| 2023              | 3                 | 0                 |
| 2024              | 2                 | 0                 |
| Total             | 7                 | 0                 |

## Estadísticas
| Club                    | Div           | Temporada     | Liga  | Liga  | Copas nacionales | Copas nacionales | Torneos internacionales | Torneos internacionales | Total | Total | Media goleadora |
| Club                    | Div           | Temporada     | Part. | Goles | Part.            | Goles            | Part.                   | Goles                   | Part. | Goles | Media goleadora |
| ----------------------- | ------------- | ------------- | ----- | ----- | ---------------- | ---------------- | ----------------------- | ----------------------- | ----- | ----- | --------------- |
| Colo-Colo · Chile       | 1ª            | 2018          | 1     | 0     | 1                | 0                | —                       | —                       | 2     | 0     | 0.00            |
| Colo-Colo · Chile       | 1ª            | 2019          | 11    | 0     | —                | —                | 2                       | 0                       | 13    | 0     | 0.00            |
| Colo-Colo · Chile       | 1ª            | 2020          | 19    | 0     | 1                | 0                | 2                       | 0                       | 22    | 0     | 0.00            |
| Colo-Colo · Chile       | 1ª            | 2021          | 4     | 0     | 1                | 0                | —                       | —                       | 5     | 0     | 0.00            |
| Colo-Colo · Chile       | Total club    | Total club    | 35    | 0     | 3                | 0                | 4                       | 0                       | 42    | 0     | 0.00            |
| Unión La Calera · Chile | 1ª            | 2021          | 10    | 2     | —                | —                | —                       | —                       | 10    | 2     | 0.20            |
| Unión La Calera · Chile | 1ª            | 2022          | 23    | 3     | 2                | 2                | 8                       | 0                       | 33    | 5     | 0.15            |
| Unión La Calera · Chile | 1ª            | 2023          | 7     | 1     | —                | —                | —                       | —                       | 7     | 1     | 0.14            |
| Unión La Calera · Chile | Total club    | Total club    | 40    | 6     | 2                | 2                | 8                       | 0                       | 50    | 8     | 0.16            |
| Ibiza · España          | 2.ª           | 2023          | 12    | 0     | —                | —                | —                       | —                       | 12    | 0     | 0.00            |
| Ibiza · España          | Total club    | Total club    | 12    | 0     | 0                | 0                | 0                       | 0                       | 12    | 0     | 0.00            |
| Huracán Argentina       | 1.ª           | 2023          | —     | —     | 13               | 0                | —                       | —                       | 13    | 0     | 0.00            |
| Huracán Argentina       | 1.ª           | 2024          | 24    | 3     | 17               | 2                | —                       | —                       | 41    | 5     | 0.14            |
| Huracán Argentina       | Total club    | Total club    | 24    | 3     | 30               | 2                | 0                       | 0                       | 54    | 5     | 0.10            |
| Total carrera           | Total carrera | Total carrera | 111   | 9     | 35               | 4                | 12                      | 0                       | 158   | 13    | 0.08            |
| 1. 2. 3.                |               |               |       |       |                  |                  |                         |                         |       |       |                 |

## Palmarés

### Títulos nacionales
| Título     | Equipo    | País  | Año  |
| ---------- | --------- | ----- | ---- |
| Copa Chile | Colo-Colo | Chile | 2019 |